# Chomelia fasciculata
Chomelia fasciculata là một loài thực vật có hoa trong họ Thiến thảo. Loài này được (Sw.) Sw. mô tả khoa học đầu tiên năm 1797.